# 朝里ショッピングセンター
朝里ショッピングセンター（あさりショッピングセンター）は北海道小樽市新光2丁目にある、同市朝里地区最大のショッピングセンターである。

## 概要
2004年3月で休止された釧路製作所小樽工場跡に建設され、2005年11月9日に開業した。核店舗はホクレンショップFoodFarm朝里店とツルハドラッグ朝里店である。すき家5号小樽朝里店は北海道1号店として2005年11月17日にオープンした。

## 主なテナント
- ホクレンショップFoodFarm朝里店
  - シャトレーゼ朝里店
  - 松月堂 ホクレン朝里店
  - エンパイアー ホクレン朝里店
  - 山城屋生花店 ホクレンショップ店
  - 北洋銀行ATM
- ツルハドラッグ朝里店
- すき家5号小樽朝里店
- ドコモショップ朝里店
- なると屋朝里本店
- 目良歯科クリニック

過去に入居していた店舗
- サザエ ホクレン朝里店
- COLOURJACQUES小樽朝里店

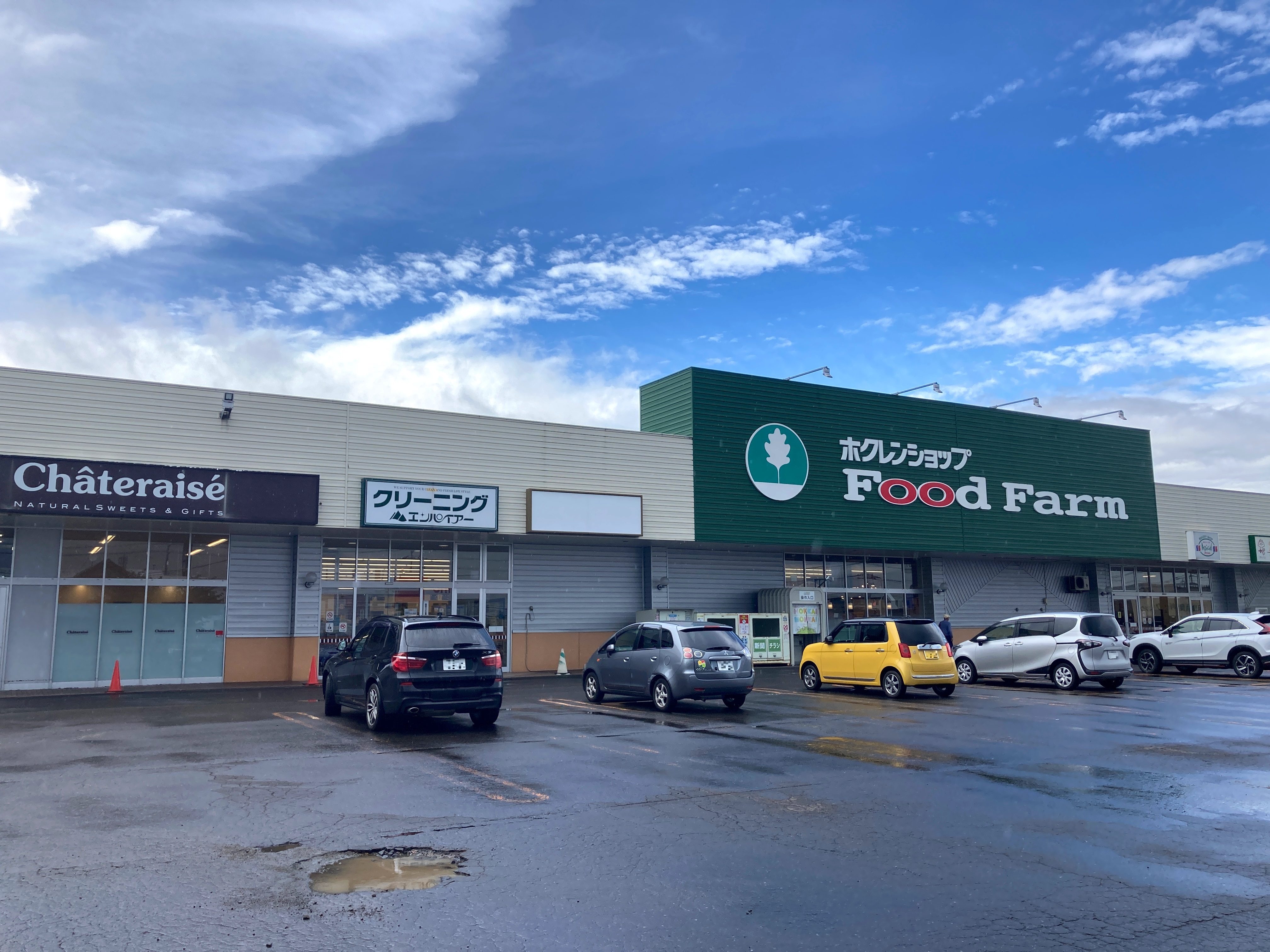
ホクレンショップFoodFarm朝里店（2022年9月）
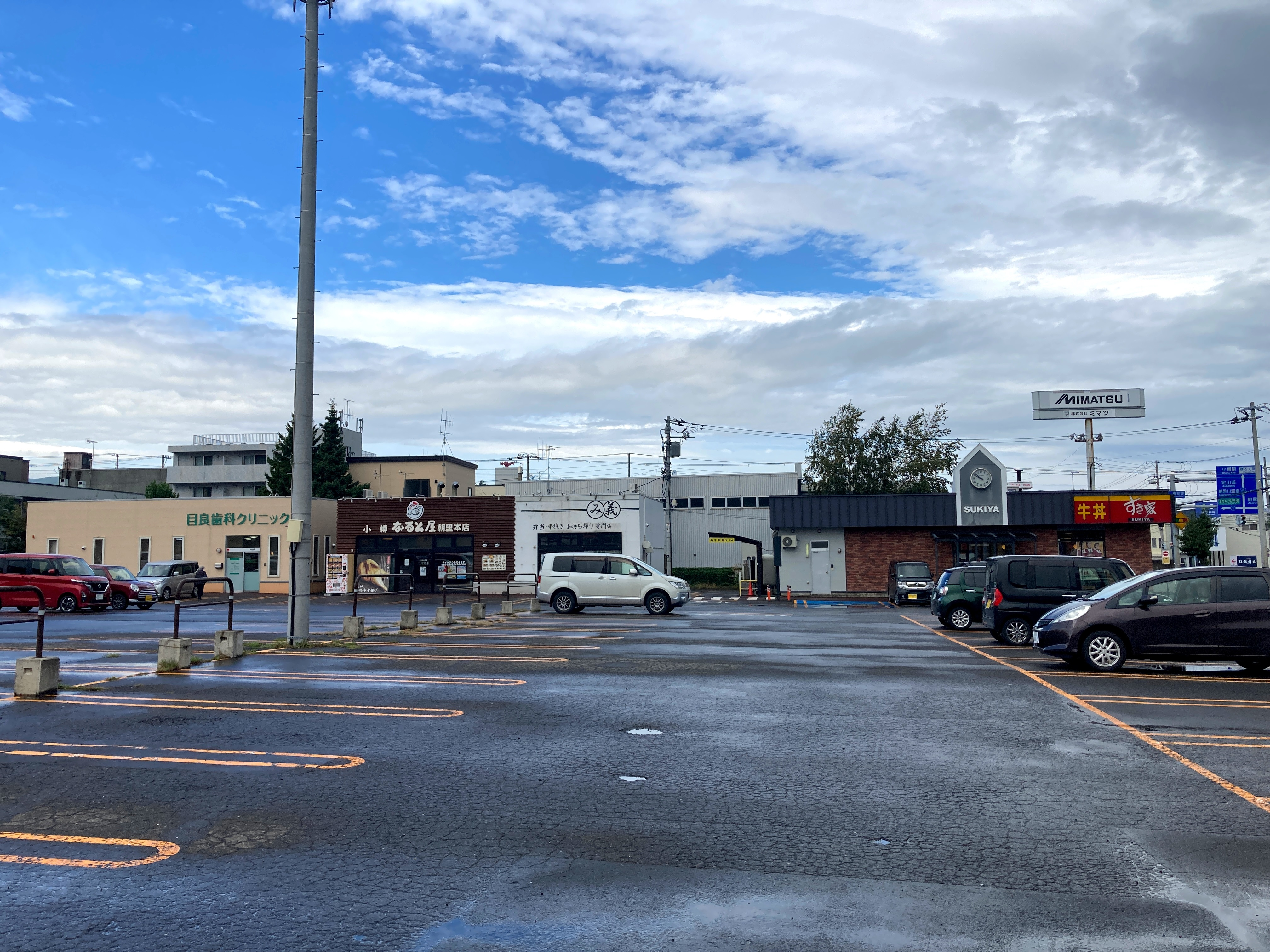
ショッピングセンター西側（2022年9月）
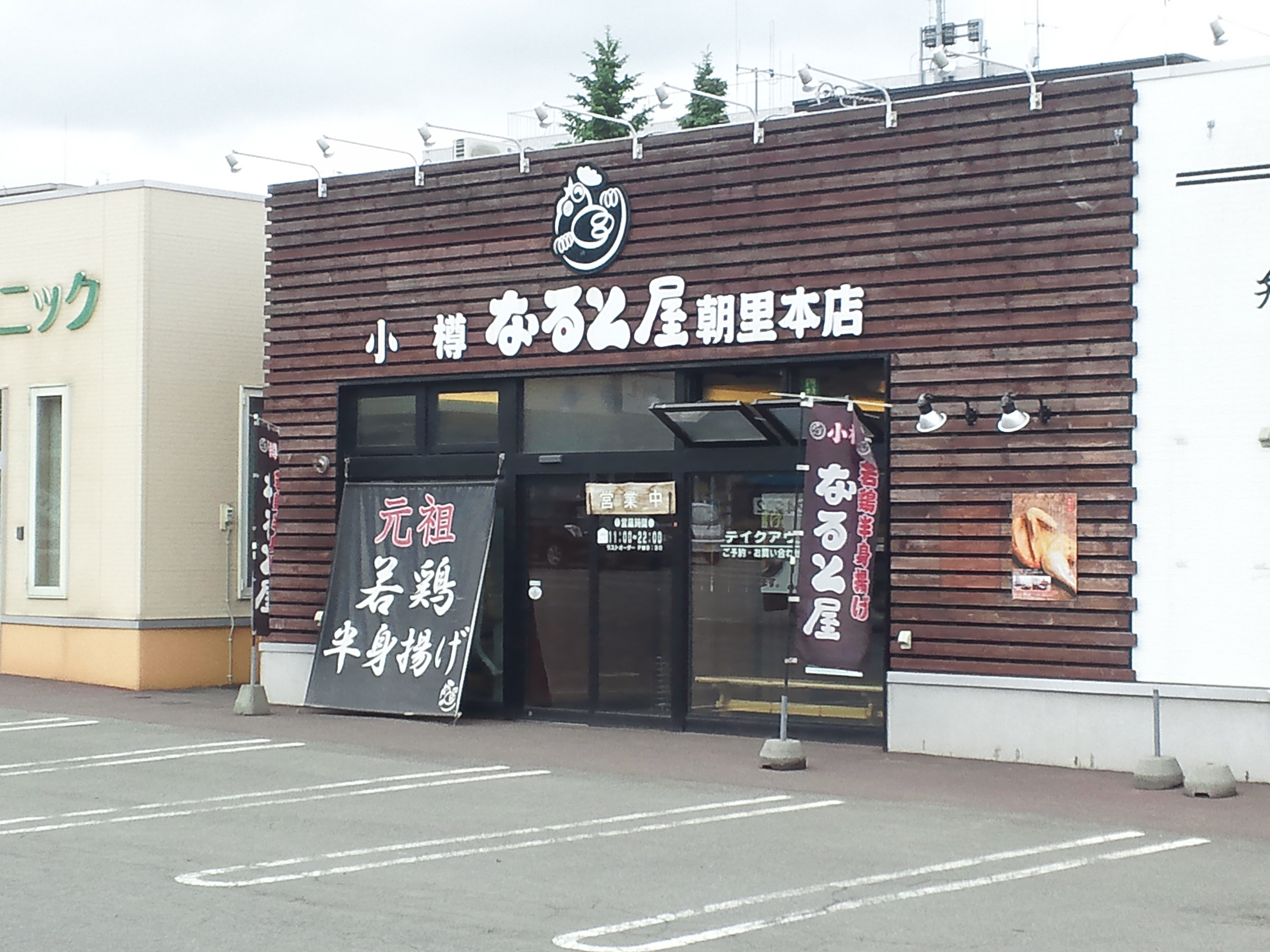
なると屋朝里本店（2014年6月）
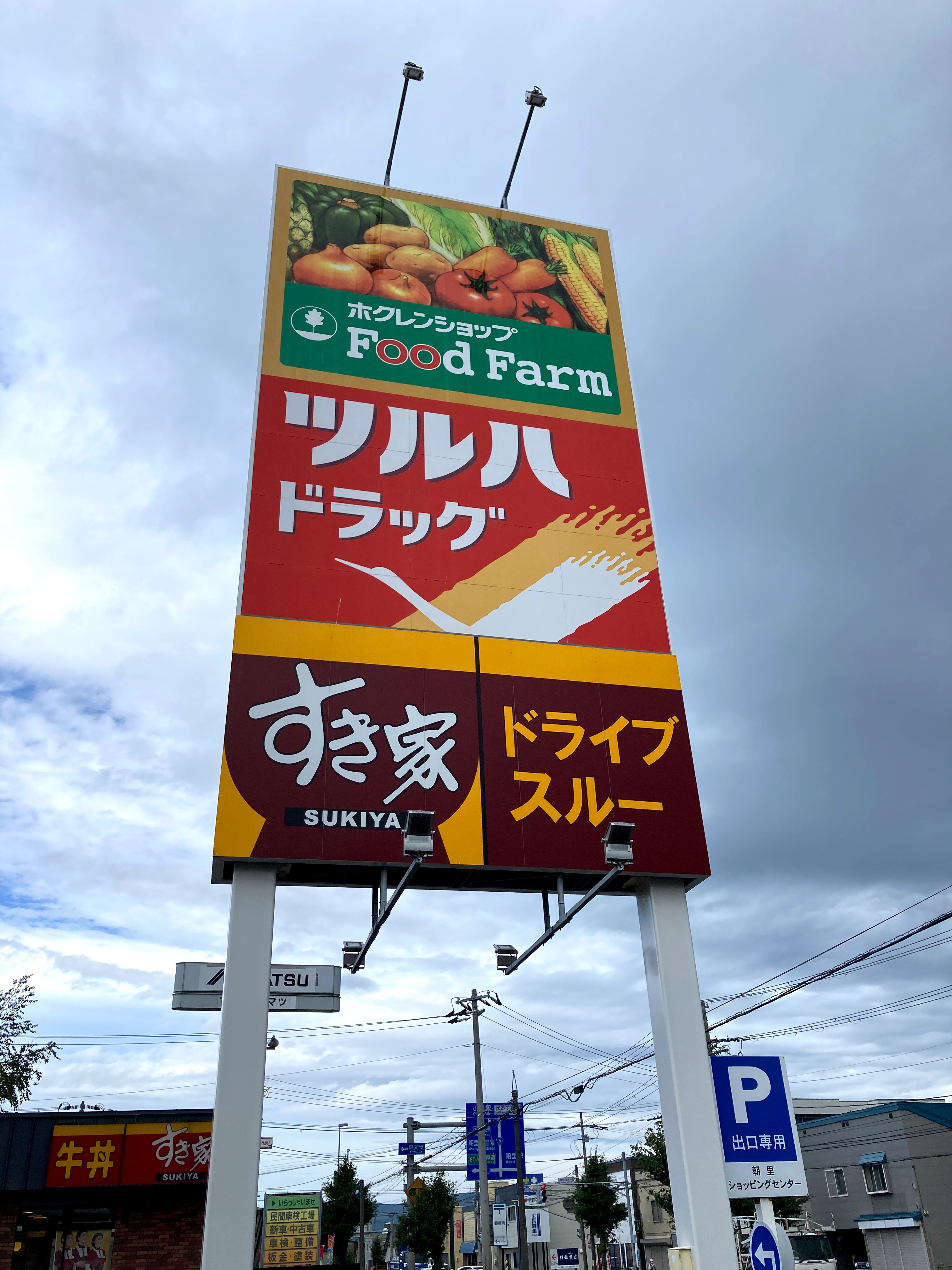
ポールサイン（2022年9月）

## アクセス
- 朝里駅から徒歩8分。
- マイカー利用は、札樽自動車道朝里インターチェンジより2分。駐車場200台完備。
- 小樽駅、小樽築港駅などから北海道中央バス（おたもい営業所、真栄営業所、札樽線）、ジェイ・アール北海道バス（札樽線）「朝里町」下車すぐ。